# Liu Xia (halterófila)
Liu Xia (en chino: 刘霞; 16 de enero de 1981) es una deportista china que compitió para Macao en halterofilia. Ganó tres medallas en el Campeonato Mundial de Halterofilia entre los años 2002 y 2005.

## Palmarés internacional
| Representando a Macao |                    |                   |           |
| Campeonato Mundial    |                    |                   |           |
| Año                   | Lugar              | Medalla           | Categoría |
| 2002                  | Varsovia (Polonia) | Medalla de oro    | 63 kg     |
| Representando a China |                    |                   |           |
| Campeonato Mundial    |                    |                   |           |
| Año                   | Lugar              | Medalla           | Categoría |
| 2003                  | Vancouver (Canadá) | Medalla de plata  | 63 kg     |
| 2005                  | Doha (Catar)       | Medalla de bronce | 63 kg     |